# 各年のパキスタンの一覧

パキスタンの国旗

各年のパキスタンの一覧（かくねんのパキスタンのいちらん）は、パキスタンの各年ごとの記事の一覧。この一覧ではパキスタンの各年ごとの記事の他、各世紀と各年代、パキスタンの各分野における各年ごとの記事についても取り扱う。

## 一覧

### 20世紀
- 1940年代
  - 1947年のパキスタン（英語版） 1948年のパキスタン（英語版） 1949年のパキスタン（英語版）
- 1950年代
  - 1950年のパキスタン（英語版） 1951年のパキスタン（英語版） 1952年のパキスタン（英語版） 1953年のパキスタン（英語版） 1954年のパキスタン（英語版）
  - 1955年のパキスタン（英語版） 1956年のパキスタン（英語版） 1957年のパキスタン（英語版） 1958年のパキスタン（英語版） 1959年のパキスタン（英語版）
- 1960年代
  - 1960年のパキスタン（英語版） 1961年のパキスタン（英語版） 1962年のパキスタン（英語版） 1963年のパキスタン（英語版） 1964年のパキスタン（英語版）
  - 1965年のパキスタン（英語版） 1966年のパキスタン（英語版） 1967年のパキスタン（英語版） 1968年のパキスタン（英語版） 1969年のパキスタン（英語版）
- 1970年代
  - 1970年のパキスタン（英語版） 1971年のパキスタン（英語版） 1972年のパキスタン（英語版） 1973年のパキスタン（英語版） 1974年のパキスタン（英語版）
  - 1975年のパキスタン（英語版） 1976年のパキスタン（英語版） 1977年のパキスタン（英語版） 1978年のパキスタン（英語版） 1979年のパキスタン（英語版）
- 1980年代
  - 1980年のパキスタン（英語版） 1981年のパキスタン（英語版） 1982年のパキスタン（英語版） 1983年のパキスタン（英語版） 1984年のパキスタン（英語版）
  - 1985年のパキスタン（英語版） 1986年のパキスタン（英語版） 1987年のパキスタン（英語版） 1988年のパキスタン（英語版） 1989年のパキスタン（英語版）
- 1990年代
  - 1990年のパキスタン（英語版） 1991年のパキスタン（英語版） 1992年のパキスタン（英語版） 1993年のパキスタン（英語版） 1994年のパキスタン（英語版）
  - 1995年のパキスタン（英語版） 1996年のパキスタン（英語版） 1997年のパキスタン（英語版） 1998年のパキスタン（英語版） 1999年のパキスタン（英語版）
- 2000年代
  - 2000年のパキスタン（英語版）

### 21世紀
- 2000年代
  - 2001年のパキスタン（英語版） 2002年のパキスタン（英語版） 2003年のパキスタン（英語版） 2004年のパキスタン（英語版）
  - 2005年のパキスタン（英語版） 2006年のパキスタン（英語版） 2007年のパキスタン（英語版） 2008年のパキスタン（英語版） 2009年のパキスタン（英語版）
- 2010年代
  - 2010年のパキスタン（英語版） 2011年のパキスタン（英語版） 2012年のパキスタン（英語版） 2013年のパキスタン（英語版） 2014年のパキスタン（英語版）
  - 2015年のパキスタン（英語版） 2016年のパキスタン（英語版） 2017年のパキスタン（英語版） 2018年のパキスタン（英語版） 2019年のパキスタン（英語版）
- 2020年代
  - 2020年のパキスタン（英語版）

## 文化と芸術

### テレビ放送
- List of years in Pakistani television（英語版）

## 映画
- Lists of Pakistani films（英語版）